# Герб Дніпра
Герб Дніпра́ — офіційний геральдичний символ міста Дніпра, затверджений рішенням міської ради ХХІІІ скликання від 06.09.01 № 2/22.

## Опис
Герб міста являє собою щит слов'янської форми (закруглений унизу). Така форма поширена у сучасній українській геральдиці і рекомендована Українським геральдичним товариством.
Поле щита синього кольору. Синій колір загальновживаний у геральдиці й означає славу, честь, вірність. У гербі м. Дніпра він має багаторівневе значення.
По-перше, це води могутньої річки Дніпро, що наповнюють місто життєвою енергією.
По-друге, синій є одним із кольорів Державного Герба та Державного Прапора України і таким чином відображає належність до основної державної символіки, державницьких прагнень міста, що відповідає реальному місцю Дніпра в політичній та економічній системі України.
По-третє, існує історична традиція. Синім був колір Герба міста Катеринослава. Синій колір є традиційним у козацькій символіці. Символи, розташовані на полі щита, поєднують героїчне минуле та сучасне значення Дніпра, як одного з найпотужніших політичних, фінансово-промислових та наукових центрів України.
У верхній частині Герба м. Дніпро розташовані три семипроменеві срібні зірки, які уособлюють декілька понять. Безпосередньо, геральдичне значення зірок — символ високих прагнень, неминущих ідеалів. Девіз «Ad astra!» («До зірок!») означає шлях до піднесеного, величного, ідеального.
Семипроменеві зірки символізують козацькі витоки нашої історії і як данина традиції перейшли з печатки Кодацької паланки. Кількість зірок — три, має такі значення:
- поєднання минулого, сьогодення і майбутнього;
- три частини міста, на які Дніпро географічно поділено річками Дніпро та Самара — правобережна, лівобережна, ж/м Придніпровський із прилеглими мікрорайонами.

Зірки символізують бризки металу, що є уособленням головної промислової галузі міста — металургії, яка наприкінці XIX — на початку XX століття сприяла перетворенню невеличкого провінційного міста на один із найбільших індустріальних центрів світу. Зірки також є уособленням космосу, всесвіту і відображають ракетну галузь, яка в XX століття активно розвивалась у Дніпрі та зробила його космічною столицею України.
Зірки розташовані у вигляді латинської «V», що означає «victoris» — перемога і відображає прагнення жителів міста до нових досягнень.
Центральною фігурою Герба м. Дніпра є перехрещені срібні шабля та стріла.
Поєднання цих символів має історичні корені. Воно було поширене серед козаків і, в тому числі, зображене на печатці Кодацької паланки. Таким чином у Гербі підкреслюється наслідування традиціям козацтва.
Як сучасний символ, стріла символізує рух, прагнення до нових висот, до зірок і через це відображає космічно-ракетну галузь, яка із середини XX століття активно розвивалася в Дніпрі, сприяла його розвитку і стала невід'ємною складовою наукового і промислового комплексу міста.
Шабля — старовинний символ захисту, сили, могутності великого міста, яке завжди стоїть за державу, за Україну.
Зірки, шабля та стріла мають срібний колір. У геральдиці цей колір означає чистоту і досконалість, непорочність, мудрість і добру волю.
Картуш герба Дніпра складається з дубового листя перев'язаного чотирма стрічками різних кольорів. Золоте дубове листя традиційно є символом зрілої сили, мужності та доблесті. Чотири стрічки відображають кольори різних епох: малиновий — козацької, синій — катеринославської, жовто-синій — сучасної.
Зверху, над щитом, розташоване зображення башти, що символізує, по-перше, міський статус населеного пункту, а по-друге — його стратегічне значення форпосту, яким місто є з часів свого виникнення.
Герб Дніпра відображає історію становлення міста, поєднує в собі ознаки різних часів, і, таким чином, узагальнює погляди різних груп жителів сучасного Дніпра.

## Історія

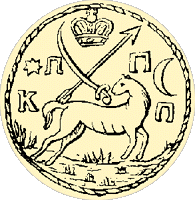
Печатка Кодацької паланки Війська Запорозького
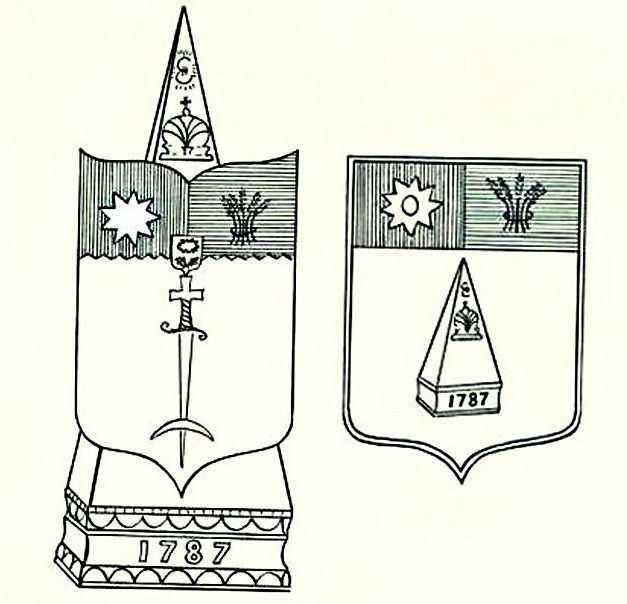
Проекти герба Катеринослава
Герб Катеринослава. 1859
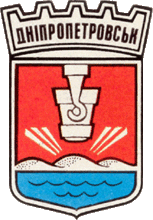
Радянський герб Дніпропетровська
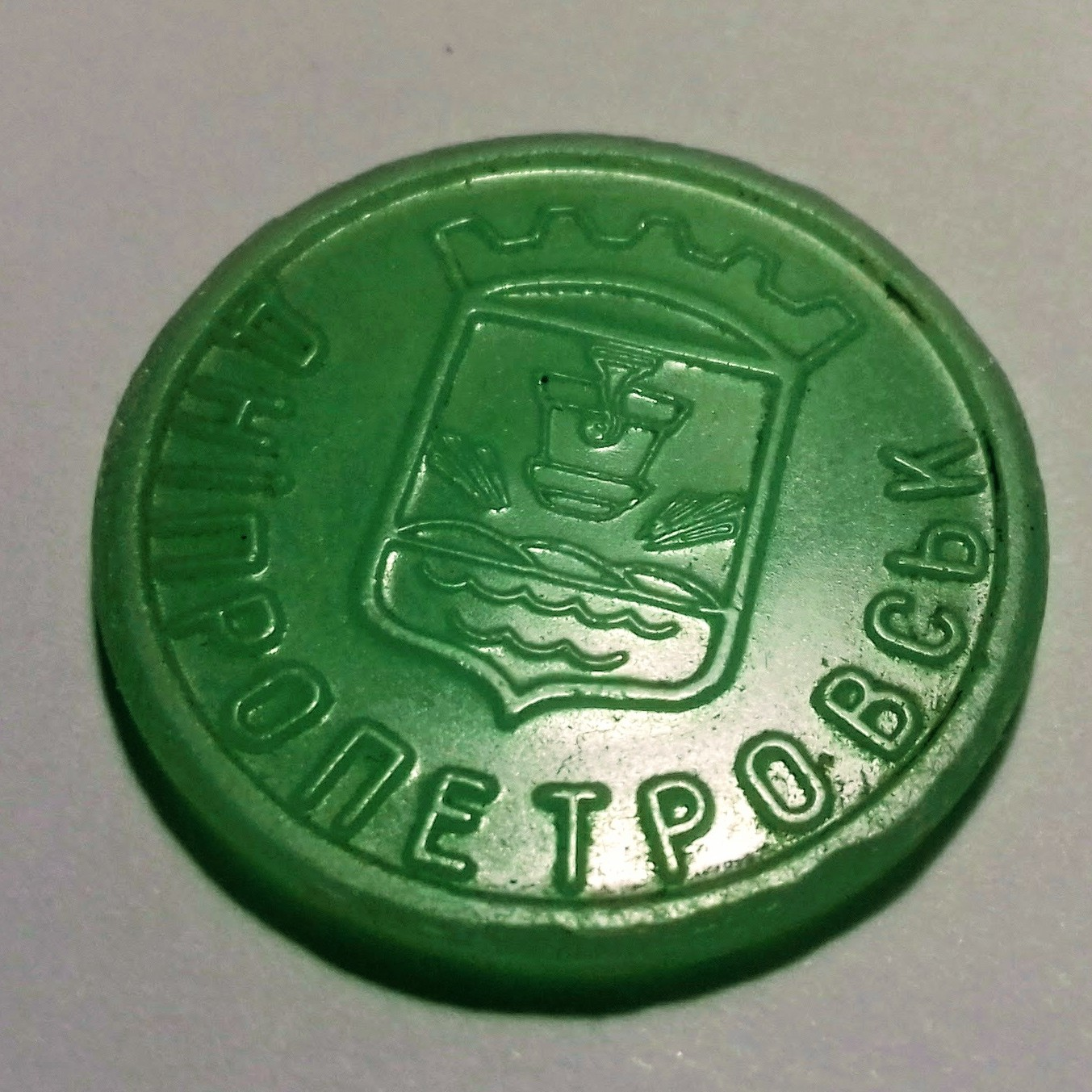
Радянський герб Дніпропетровська на жетонах метрополітену (станом на 2023 все ще використовуються)